# Lietuvos lenkų rinkimų akcija – Krikščioniškų šeimų sąjunga
Die Lietuvos lenkų rinkimų akcija – Krikščioniškų šeimų sąjunga (LLRA - KŠS; dt. 'Wahlaktion der Polen Litauens – Bund der christlichen Familien'; polnisch Akcja Wyborcza Polaków na Litwie - Związek Chrześcijańskich Rodzin, AWPL-ZChR) ist eine politische Partei in Litauen. Sie ist die Vertretung der polnischen Minderheit in Litauen. Im Europäischen Parlament schloss sie sich der im Juli 2009 gegründeten Fraktion der Europäischen Konservativen und Reformer (EKR) an.

## Geschichte
Die LLRA, die sich in ihrer heutigen Form 1994 konstituiert hat, ist seit der ersten freien Parlamentswahl in Litauen stets mit zwei Abgeordneten im Seimas vertreten gewesen (Direktmandate in den Wahlkreisen Nr. 55, Vilnius-Širvintos, und Nr. 56, Vilnius-Šalčininkai). Nach den ersten Wahlen nach der wieder erlangten Unabhängigkeit Litauens im Oktober 1992 war die Vertretung der polnischen Minderheit (damals noch Polnische Union Litauens) sogar mit vier Abgeordneten vertreten. Damals waren die Parteien der nationalen Minderheiten noch von der damaligen 4-Prozent-Hürde ausgenommen.
Bei den Wahlen zum litauischen Parlament Seimas am 12. Oktober 2008 erzielte die Lietuvos lenkų rinkimų akcija sogar 4,8 % der Stimmen, womit sie nur knapp an der 5-Prozent-Hürde scheiterte, und zog mit drei Direktmandaten ins Parlament ein (zusätzliches Direktmandat im Wahlkreis Nr. 57, Vilnius-Trakai). Die Wahlen zum Europäischen Parlament im Juni 2009 brachten eine weitere Stärkung der Partei: Sie konnte mit landesweit 8,4 % der Stimmen die 5-Prozent-Hürde leicht überspringen und ist nunmehr mit einem Abgeordneten, ihrem Parteivorsitzenden Valdemar Tomaševski, in der europäischen Volksvertretung präsent. Dieser schloss sich der Fraktion Europäische Konservative und Reformisten (EKR) an; im Oktober 2009 war die LLRA an der Gründung der Europapartei Allianz der Europäischen Konservativen und Reformisten (AECR) beteiligt. Bei der Parlamentswahl in Litauen 2012 erreichte die Partei 3 von 71 Direktmandaten (eines schon im ersten Wahlgang) und 5,8 % der Wählerstimmen.
Bei den Kommunalwahlen im Februar 2007 konnte sie ihre beherrschende Stellung in der Kommunalpolitik weiter ausbauen: Sie erhielt im Landkreis Vilnius 19 von 27 und im Kreis Šalčininkai 20 von 25 Mandaten. In der Hauptstadt Vilnius ist die LLRA seit 1997 mit 5 bis 7 Mandaten im Stadtrat vertreten. Bei den umstrittenen Bürgermeisterwahlen im Jahre 2003 spielte sie eine Schlüsselrolle (siehe Artūras Zuokas).
Von 2012 bis August 2014 war LLRA an der Regierungskoalition (im Seimas und Regierung Litauens im Kabinett Butkevičius) beteiligt. LLRA-Mitglied Jarosław Niewierowicz wurde Energiewirtschaftsminister. Am 19. August 2014 schlug der Ministerpräsident der litauischen Präsidentin vor, den Energieminister zu entlassen, da Niewierowicz seine Parteikollegin Cytacka zur Vizeministerin am 18. August 2014 auf Druck der Partei LLRA (unter der Leitung von Valdemar Tomaševski) ohne Abstimmung mit dem Ministerpräsidenten Algirdas Butkevičius nach der Wiederwahl der litauischen Präsidentin Dalia Grybauskaitė wiederholt ernannt hatte. Grybauskaitė unterschrieb ein Entlassungsdekret am nächsten Tag (am 19. August 2014). Niewierowicz hatte danach Urlaub und blieb als Minister bis zum 25. August 2014 im Amt. Die LLRA proklamierte daraufhin wegen des angeblich „nicht erfüllten Regierungsprogramms“ den Austritt aus der Regierungskoalition.
Ende 2008 hatte die LLRA circa 1.100 Mitglieder.
Der Parteivorsitzende Valdemar Tomaszewski war bemüht, die Wählerbasis zu verbreitern und auch unter russischsprachigen Litauern Stimmen zu gewinnen. Er verurteilte die Euromaidan-Proteste in der Ukraine und trug das Sankt-Georgs-Band. Dies wurde als Ausdruck der Unterstützung für Wladimir Putin gedeutet. Als Tomaszewski nach der russischen Annexion der Krim 2014 gefragt wurde, ob Litauen sich auf die Seite der Ukraine stellen solle, gab er keine Antwort. Infolge dieser – auch von einem Großteil ihrer Wählerschaft – als pro-russisch empfundenen Ausrichtung der Partei verlor die LLRA bei den Parlamentswahlen 2020 fünf ihrer zuvor acht Sitze. Erst nach dem Beginn des russischen Überfalls auf die Ukraine am 24. Februar 2022 entschloss sich Tomaszewski, das russische Vorgehen zu verurteilen. Doch der Vertrauensverlust war bereits eingetreten. Zum ersten Mal seit 1995 verlor der Kandidat der LLRA bei der Kommunalwahl im Jahr 2023 die Wahl zum Bürgermeister des überwiegend von polnischsprachigen Litauern bewohnten Bezirks Vilnius.

## Positionen
Die LLRA hat ihre Hochburg in den traditionellen Siedlungsgebieten der polnischen Minderheit in Litauen, also das Umland von Vilnius und die südlich anschließenden Gebiete, rund um Šalčininkai, sowie die Hauptstadt Vilnius selbst. Dieser ländlichen, zumeist wenig wohlhabenden Bevölkerung als Wählerschaft geschuldet ist ein Wahlprogramm mit einem Schwerpunkt auf sozialen Forderungen nach Arbeitsplatzschaffung, Mindestlohn- und Rentenerhöhung und Unterstützung für Landwirte und kinderreiche Familien. Daneben sieht sich die LLRA als Anwalt der nationalen Minderheiten, neben Polen in diesem Gebiet vor allem Russen und Belarussen. Von besonderem Augenmerk sind in diesem Zusammenhang die Schulpolitik und die Sprachpolitik. Die LLRA fordert eine bessere finanzielle Ausstattung der Schulen auf dem Lande und die Anerkennung ausländischer Schulabschlüsse, ebenso wie die Zweisprachigkeit in Gebieten mit mehr als 10 % Minderheitenanteil an der Bevölkerung. Auch fordert die LLRA mehr Rechte für die lokale Selbstverwaltung und die Beschleunigung der Restitution mit dem Prinzip der Rückgabe vor Entschädigung.
Prinzipiell ist die LLRA mit allen Parteien koalitionsfähig, aufgrund der Vorbehalte der litauischen nationalkonservativen Parteien gegen die polnische Minderheit und der eher ärmeren eigenen Wählerklientel tendiert sie eher zu einer wirtschaftspolitisch sozialkonservativen Ausrichtung (z. B. Liberaldemokraten oder Bauernpartei).

## Wahlergebnisse seit 1992
| Jahr | Stimmenanteil (%) | Platzierung | Sitze | Platzierung | Regierungsbeteiligung               |
| ---- | ----------------- | ----------- | ----- | ----------- | ----------------------------------- |
| 1992 | 2,14              | 7.          | 4     | 5.          | nein                                |
| 1996 | 3,13 ▲            | 9. ▼        | 1 ▼   | 8. ▼        | nein                                |
| 2000 | 1,95 ▼            | 10. ▼       | 2 ▲   | 6. ▲        | nein                                |
| 2004 | 3,79 ▲            | 7. ▲        | 2 ▬   | 7. ▼        | nein                                |
| 2008 | 4,80 ▲            | 8. ▼        | 3 ▲   | 8. ▼        | nein                                |
| 2012 | 5,83 ▲            | 7. ▲        | 8 ▲   | 6. ▲        | Regierungsbeteiligung 2012 bis 2014 |
| 2016 | 5,48 ▼            | 6. ▲        | 8 ▬   | 5. ▲        | Regierungsbeteiligung 2019 bis 2020 |
| 2020 | 4,82 ▼            | 7. ▼        | 3 ▼   | 7. ▼        | nein                                |
| 2024 | 3,96 ▼            | 8. ▼        | 3 ▬   |             |                                     |